# Дневна стая
Дневната стая (също всекидневна стая, хол) е обикновено най-голямата стая в жилище, където семейството прекарва по-голямата част от свободното си време. Служи за четене, гледане на телевизия, игра на различни игри, разговори и посрещане на гости.
Основното обзавеждане в дневната стая е диван, фотьойли, табуретки, ниска масичка за кафе, столове, библиотека. В някои дневни има и камина. Някои дневни стаи може да са свързани направо с кухнята.
Подовата настилка се избира такава, че да се поддържа и чисти лесно – плочки, ламиниран под, дюшеме или паркет. Поради сравнително големите размери на помещението за стените се избират големи картини. За предпочитане са неутралните цветове на стените и мебелите, макар че всичко това зависи от индивидуалния вкус и стил на собствениците. За украса могат да се ползват различни вази, статуетки или други семейни реликви.
В селските или възрожденските къщи от миналото, традиционните мебели в тази стая са вградените. Обзавеждането се състои от чипровски килими на пода, миндери, софи и долапи (вградени шкафове). Други типично български елементи са китениците, тъканите черги, губерите и халищата, които могат да се поставят както на земята, така и върху миндерите.
В отделни случаи кухнята, дневната и трапезарията са оформени като отделни функционални възли на това помещение. В някои страни по света освен дневна стая, съществува и друга, наречена фамилна стая, която има почти същите функции, но е преди всичко за употреба от семейството, докато дневната е за посрещане на гости.